# آ کورونیا (کومارکا)
آ کورونیا (کومارکا) (به اسپانیایی: Comarca de La Coruña) در اسپانیا با جمعیت ۳۹۸٬۰۲۵ نفر است که در گالیسیا واقع شده‌است.